# Pippa Wilson
Pour les articles homonymes, voir Wilson.
Pippa Wilson, née le 7 février 1986 à Southampton, est une skippeuse britannique.
Elle a gagné une médaille d'or en catégorie Yngling aux Jeux olympiques en 2008.

## Carrière
Wilson gagne la médaille d'or en classe Yngling aux JO 2008 avec Sarah Ayton. 